# Daniel Frederik Løwener
Daniel Frederik Løwener (29. marts 1805 i København – 26. juni 1873) var en dansk industridrivende.
Han var født i København, hvor hans fader, Christopher Løwener, var snedkermester; moderen var Christine f. Palle. Han lærte snedkeriet hos faderen og uddannede sig derpå som billedskærer
og tegner. 1826-28 byggede han sammen med en broder en del ejendomme i det sydlige Norge. Derefter overtog han faderens snedker- og ligkisteforretning og drev den, til han 1837 anlagde et lille jernstøberi, som han væsentlig udvidede i 1840, og som, da han 1857 afstod det til en søn (V. Løwener) og en mangeårig medarbejder (C.J. Mørck), beskæftigede mellem 150 og 200 mand. Han døde 26. juni 1873.Han var 3 gange gift: 1. gang med Sophie f. Hjelm, 2. med Julie f. Klinghammer og 3. med Frina f. Sherg.